# گم‌گشته در تاریکی
گم‌گشته در تاریکی (ایتالیایی: Sperduti nel buio) یک فیلم صامت درام ایتالیایی است که در سال ۱۹۱۴ منتشر شد. از بازیگران آن می‌توان به ویرجینیا بالیستریری، دیلو لومباردی و نورینا ماچابلی اشاره کرد.
گمان می‌رود این فیلم یکی از فیلم‌های آغازین جنبش نئورئالیسم ایتالیایی باشد، اما از آنجایی که تنها نسخهٔ آن در جریان جنگ جهانی دوم توسط نیروهای آلمانی نابود شد، امکان اثبات این مدعا وجود ندارد.

### کتابشناسی
- Reich, Jacqueline & Garofalo, Piero. Re-viewing Fascism: Italian Cinema, 1922-1943. Indiana University Press, 2002.